# Xylotrechus goetzi
Xylotrechus goetzi är en skalbaggsart som beskrevs av Heyrovský 1962. Xylotrechus goetzi ingår i släktet Xylotrechus och familjen långhorningar. Inga underarter finns listade i Catalogue of Life.